# Fabio Romano
Fabio Romano (Palermo, 1967) è un pianista italiano che vive a Monaco di Baviera.

## Dati biografici
Fabio Romano è stato alunno di Gaetano Cellizza per il pianoforte e Eliodoro Sollima per la composizione al Conservatorio "Vincenzo Bellini“ di Palermo, istituto nel quale inizierà a insegnare all'età di 19 anni. In seguito si trasferisce a Monaco di Baviera e si perfeziona con Franz Massinger (1992-94) e Gerhard Oppitz (1994-98). Dal 2004 è titolare di una cattedra di pianoforte alla Hochschule für Musik und Theater München.
Nella sua attività concertistica sono da segnalare esibizioni da solista con la Moscow Symphony Orchestra, la Museumsorchester Frankfurt, con l'Orchestra della Bayerische Staatsoper, con il Korean Chamber Ensemble e i Münchner Symphoniker, con direttori quali Dmitrij Liss, Paolo Carignani, Markus Poschner, Roberto Paternostro. 
Nel campo della musica da camera è stato partner di interpreti come Gösta Winbergh, Giovanni Sollima, Luigi Sollima, Harald Feller, Teodora Campagnaro e del Rachmaninov Quartett.
Una parte non indifferente della sua attività concerne l'esecuzione di musica contemporanea. Si menzionerà a proposito la partecipazione, quale pianista e attore, alla prima esecuzione dell'opera di Jörn Arnecke “Wieder sehen” con l'orchestra della Bayerische Staatsoper, nell'ambito dei “Festspiele” di Zurigo e Monaco di Baviera.
Ha inoltre registrato brani di John Cage, Igor' Fëdorovič Stravinskij, Duke Ellington, Leonard Bernstein, Eliodoro Sollima, Giovanni Sollima (che ha composto per lui “In Si”) e Jörg Widmann per diversi enti radiofonici in Italia e in Germania.
Nel 2001 è stato invitato a tenere una master class all'University of Suwon (Corea).
L'autore di features radiofoniche Wolf Loeckle gli ha dedicato nel 2005, per la Radio Bavarese, una trasmissione dal titolo “Ein Palermitaner in München”.
Nel giugno del 2008 ha vinto il quarto premio al concorso “Sviatoslav Richter International Piano Competition” di Mosca.

## Incisioni
- Fleur du mal (2010) con brani per piano solo di Robert Schumann e Jörg Widmann, WERGO
- Jewish masterworks of the synagogue liturgy (1996) con i cantanti  Steven C. Berke e  Elisabeth S. Berke, BMG Ariola
- Der Minuten-Tristan für 12 Pianisten (1996) Composizioni di Enjott Schneider / Richard Wagner, WERGO
- The soul of classic (2000) Con la Württembergische Philharmonie Reutlingen diretta da Roberto Paternostro, RELAXX
- Bach meets Shostakovich meets Bach (2000) Con il Rachmaninov Quartett, KREUZBERG RECORDS / DEUTSCHLAND FUNK

## Concorsi
- Sviatoslav Richter International Piano Competition 2008, Mosca – Quarto premio

## Concerti
- Oleg Kagan Musikfest a Kreuth (2010)
- Sommerliche Musiktage Hitzacker (2009)
- Bolschoi Saal del Conservatorio „P. I. Tschaikowsky“, Mosca (2008)
- Römerbad Musiktage, Badenweiler (2007)
- ICM Festival (2002) nel Seoul Art Center
- Museumskonzerte (2002) nella “Alte Oper” di Francoforte
- LG Arts Center (2001) Seoul
- Zürcher Festspiele (2001) nel „Theater an der Sihl“ di Zurigo
- Münchner Festspiele (2001) nel Cuvilliés-Theater  di Monaco di Baviera
- Festival europeo di musica corale (1994) nel Cankarjev Dom di Lubiana
- Beethoven-Marathon (1995) nell'Aula Magna dell'Università di Bonn
- Festival der Europäischen Musik nella Meistersaal di Berlino (1999)
- Alghero Festival (1989)
- Amici della Musica Palermo (1987) al Teatro Golden

## Registrazioni radiofoniche
- Bayerischer Rundfunk
  - Robert Schumann: Nachtstücke Op. 23 e Canti del mattino Op. 133 (2008)
  - Jörg Widmann: Toccata e Fleurs du mal, Klaviersonate nach Baudelaire (2008)
  - Ludwig van Beethoven: Variazioni su un tema di Diabelli Op. 120 (2005)
  - Ludwig van Beethoven: Una scelta dalle  Variazioni su temi popolari op. 105 e 107 (2005)
  - Franz Schubert: Tre pezzi per pianoforte opera postuma D 946 (2005)
  - Marcel Dupré: Variazioni su due temi per organo e pianoforte op. 35, con l'organista Harald Feller (1999)
  - Giovanni Sollima: In Si (1994)
  - Fritz Schieri: Balladen vom Sieben-Nixen-Chor (1997)
- Deutschland Radio Berlin
  - Leonard Bernstein: Prelude, Fugue and Riffs
  - Igor Strawinsky: Ebony Concerto
  - Duke Ellington: Night Creature – I tre brani in unico concerto trasmesso dal vivo dalla „Alte Oper“ di Francoforte con la Museumsorchester Frankfurt diretta da Paolo Carignani  (2002)
- Deutschlandfunk
  - Brani di  Johann Sebastian Bach e Dmitrij Dmitrievič Šostakovič nell'arrangiamento del compositore berlinese Thomas Heyn per quartetto d'archi e pianoforte. Con il Rachmaninov Quartett (2000)

- RAI Radio Televisione Italiana
  - Claude Debussy: Sonata per violoncello e pianoforte  con la violoncellista  Teodora Campagnaro
  - Eliodoro Sollima: Sonata per flauto e pianoforte  con il flautista Luigi Sollima (1987)
  - John Cage: Una selezione dalle Sonate e Interludi per pianoforte preparato (1988)